# Castello Branciforti
Il castello Branciforti di Raccuja è un fortilizio di origine medievale sorto sui resti di architetture di origine romane.

## Ubicazione
Il compatto edificio domina la parte alta del paese, nel cuore del centro medioevale ed è l'unica struttura e emergere dall'assetto urbano, in una posizione fondamentale per il controllo della trazzera Regia che passava lì vicina. La posizione del castello è tale da dominare e controllare la valle del Mastropotamo.

## Descrizione
Il castello si presenta come una casa-fortezza occupante un'area di forma rettangolare di 50 x 27 m2 e affiancata da due torri cilindriche, di cui quella a sud rimangono le sole fondamenta. Disposto su due piani messi in comunicazione da uno scalone in un'unica rampa, cui si accede da un portale manieristico in Arenaria sovrastato dallo stemma di casa Branciforti - Lanza, esso si compone di un corpo centrale, di forma parallelepipeda a due elevazioni a cui si innestavano le due torri, di cui quella superstite conserva il piano terra originale, forse durante la dominazione islamica fungeva da terme o da sala riunioni; quindi una piccola corte retrostante dal lato del monte, nella zona dell'attuale pozzo, già presente durante la prima elevazione dell'edificio e forse di fattura romana: se ne ritiene genericamente una datazione al II-I secolo a.C.. Il piano terra è costituito da diversi stanzoni collegati l'uno all'altro da grandi arconi in arenaria del XVI secolo a destra dell'ingresso che creano una suggestiva fuga d'archi che corre lungo tutto il corpo dell'edificio fino al primo piano, sede della biblioteca comunale (già sede delle milizie, in seguito magazzini) che conclude sul fondo con la cappella che conserva l'antico selciato, mentre sul lato opposto vi sono le aule un tempo adibite a carcere giudiziario, che si insediò in antichi ambienti medievali dalle mura molto spesse e terminante nel pianterreno della torre. Dall'ampio scalone si accede al piano superiore costituito da un ampio salone centrale, arricchito dall'aristocratica semplicità di un camino riquadrato in arenaria e presenta un'interessante copertura, ripresa dall'antica volta a cannizzu.

## Storia

### Origini
Su antiche strutture romane, bizantine e islamiche, difficilmente individuabili nell'impianto architettonico attuale, si installò ad opera del conte Ruggero I d'Altavilla una possente costruzione di difesa che aveva il compito di controllare e costituire - assieme ai castelli di Naso e Ficarra e agli insediamenti di Ucria, Matini e Sinagra - un solido avamposto armato che si addentrava nelle inaccessibili plaghe boschive dei monti Nebrodi. La costruzione normanna inglobò in sé le edificazioni preesistenti, quali il piano terra della torre superstite e le mura, dove più tardi si installò la scala nobile. La sua edificazione avvenne quasi in contemporanea con l'abbazia di San Nicolò de la Fico (declinazione dialettale locale di San Nicola Elafico o San Nicola Serafico) affidata a monaci di culto orientale, intorno all'XI secolo
Successivamente ai Normanni furono gli Svevi ad ampliare la struttura, prolungando l'ala parallelepipeda e, probabilmente, sopraelevando la torre cilindrica tuttora esistente, in quanto la originaria costruzione a tholos fu rialzata di un piano.
Ancora con gli Svevi, intorno al XIII secolo, la struttura si presentava come un saldo fortilizio, nel quale era stanziato il governo della cittadina, che dipendeva direttamente dal re in quanto Raccuja era di dominio regio.

### L'infeudamento
È con gli Aragonesi, dopo il Vespro siciliano, che la struttura da saldo fortilizio di difesa viene trasformata in residenza baronale, mutamento che corrisponde al passaggio della cittadina dal dominio regio alle mani di Berengario Orioles, al quale fu infeudata nel 1296.
Berengario provvide ad aprire sulle compatte mura perimetrali diversi finestroni squadrati e solenni, per dar luce alla stanze del piano superiore che avrebbero dovuto ospitare la famiglia baronale rendendo queste ultime più eleganti e dagli alti soffitti, raffinati quanto sobri camini in arenaria e, dunque, trasformando il semplice primo piano in piano nobile nell'arco del XIV secolo.
Il piano terra rimase inalterato, poiché ancora destinato alle milizie ed al rifornimento delle truppe, diviso com'era in diversi stanzoni che non avevano ingressi sulla facciata, bensì erano collegati gli uni gli altri dall'interno: tale accorgimento consentiva una sicurezza per il castello, che era quindi imprendibile e inespugnabile, in quanto all'esterno si apriva con solo una porta che dava sul piano antistante ed è la più vicina alla torre, un accesso nascosto dal lato superiore del castello, nel mirino della pietra da balestriere, che falciava chiunque si fosse avvicinato.
Per tutto il XV secolo poche o nulle furono le modifiche subite dalla struttura, tanto al piano terra quanto al piano nobile, se si eccettua l'inserimento ad un piano intermedio tra i due, in una stanza dall'ingresso sul lato destro della facciata, di una cappella sobria e raccolta che serviva per le preghiere private della famiglia nobile. L'inserimento di questa stanza ad un livello intermedio di costruzione è un espediente ingegneristico quanto artistico è un segnale di grande raffinatezza raggiunta dagli "ingegneri di fortezza" del periodo.

### Il periodo branciforteo
Dal 1552 conti di Raccuja furono i Branciforti, i quali modificarono e adattarono ampiamente la struttura castellana che conservava ancora un aspetto vetusto e medievale, per ricavarne un luogo di rappresentanza politico-amministrativa.
La cappella del XV secolo venne decorata pur mantenendo una certa sobrietà e raccoglimento, mentre la grande sala di rappresentanza al piano nobile, forse già iniziata dai precedenti baroni, venne completata o realizzata ex novo. La grande sala venne quindi ingentilita e ampliata, in modo da rappresentare il prestigio e la ricchezza raggiunti, venne realizzata così una vasta sala dotata di quattro finestroni, sviluppata in senso orizzontale rispetto all'ingresso e chiusa da un soffitto a lunette sorretto da peducci in arenaria scolpiti a motivi floreali, mentre garantivano un confortevole tepore due grandi camini.
L'antico ingresso, che sfruttava un arco a tutto sesto di fattura romano-classica venne murato per ricavare una elegante entrata al centro della grande sala di rappresentanza posta tra i due grandi camini e composta da due grandi piedritti finemente lavorati, di un architrave fregiato a motivi floreali e geometrici e di un grande stemma marmoreo inserito in una ampia scultura quadrangolare a bassorilievo in arenaria. Lo stemma romboidale dei Branciforti è fiancheggiato da due lesene in stile corinzio che sorreggono una elegante mensola fregiata di fiori e festoni; sotto lo stemma, a separarlo dall'architrave, sta una elegante quanto semplice trabeazione. Edificarono infine una grande area di corte, ampliando quella già esistente nell'area del pozzo, e realizzarono l'ingresso al grande cortile, del quale oggi restano pochi ruderi.

### Dopo il 1860
L'ultimo grande intervento risale alla metà del XIX secolo quando la struttura, passata allo stato dopo la caduta degli stati feudali e poi all'Italia con l'unità del 1860, venne trasformata in carcere e alterata in molte sue parti.
Vennero aperti diversi ingressi al piano terra, sullo slargo antistante, per rendere il carcere meglio fruibile e interrompere l'isolamento delle stanze al pian terreno che erano aperte solo verso l'interno. Le due torri vennero trasformate in alloggi per i carcerati ed alterate in alcune strutture interne, mentre il piano superiore non subì grandi modifiche, se si eccettua la spregiudicata divisione della grande sala di rappresentanza, che venne separata in due stanzoni da una parete di cesura per ricavarne due locali distinti e utilizzabili in diverso modo.
Negli anni quaranta del XX secolo fu sede di un'accesa polemica perché vi fu incarcerato un cittadino, il sig. Spanò, in seguito rivelatosi innocente. Dagli anni '60 la struttura cadde in un pessimo stato di abbandono, che la vide spoglia di molti fregi architettonici, privata della torre destra che rovinò insieme alla parte destra del maniero con parte di quel che restava della sala di rappresentanza, della quale già in precedenza scomparve la volta, e soggetta ad atti di vandalismo oltre che alle ingiurie del tempo. Il comune di Raccuja propose persino l'abbattimento del castello per creare al suo posto strutture comunali, tanto e tale era il degrado in cui verteva l'edificio.
Negli anni novanta un restauro a cura della Soprintendenza alle Belle Arti della Sicilia Orientale ne rimise in sesto le precarie strutture, non senza una certa polemica rivolta al mantenimento del divisorio ottocentesco della sala nobile, nonché all'occultamento della cappella del piano ammezzato o dell'opus incertum di talune pareti, testimonianza delle varie fasi di costruzione del maniero, coperte da nuovi intonaci. Il restauro, protratto fino ai primi anni 2000, ha interessato anche l'area di corte, gli arredi interni e l'attigua chiesa del convento del Carmine avendo comunque il merito di riprendere nelle sue parti essenziali il complesso monumentale e di ridare luce al bene storico. L'intervento di recupero è stato finalizzato alla fruizione totale del castello, con la volontà di ricavarne sede di museo civico, archivio storico e biblioteca comunale.